# Modulaire synthesizer

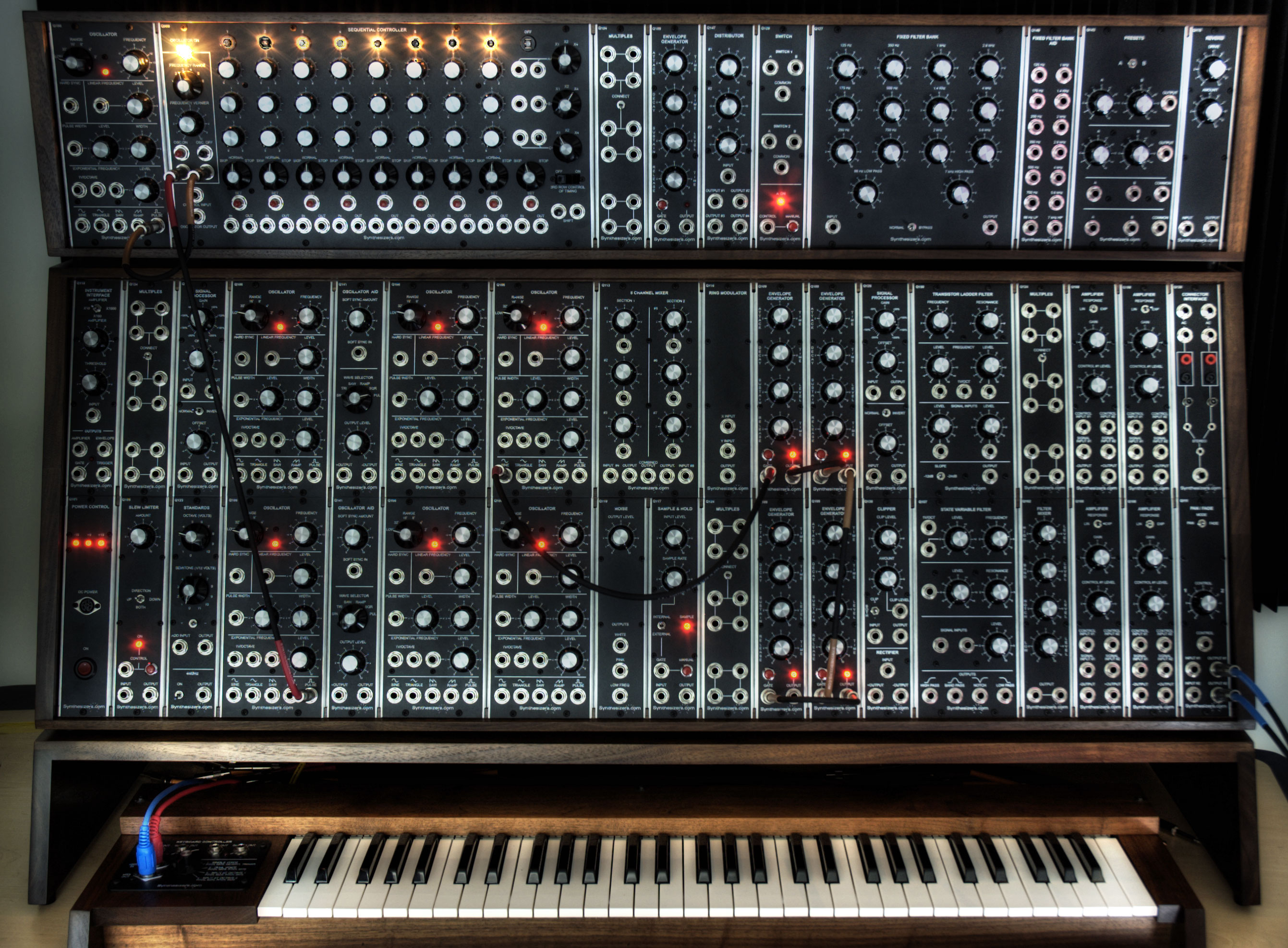
Een modulaire synthesizer.

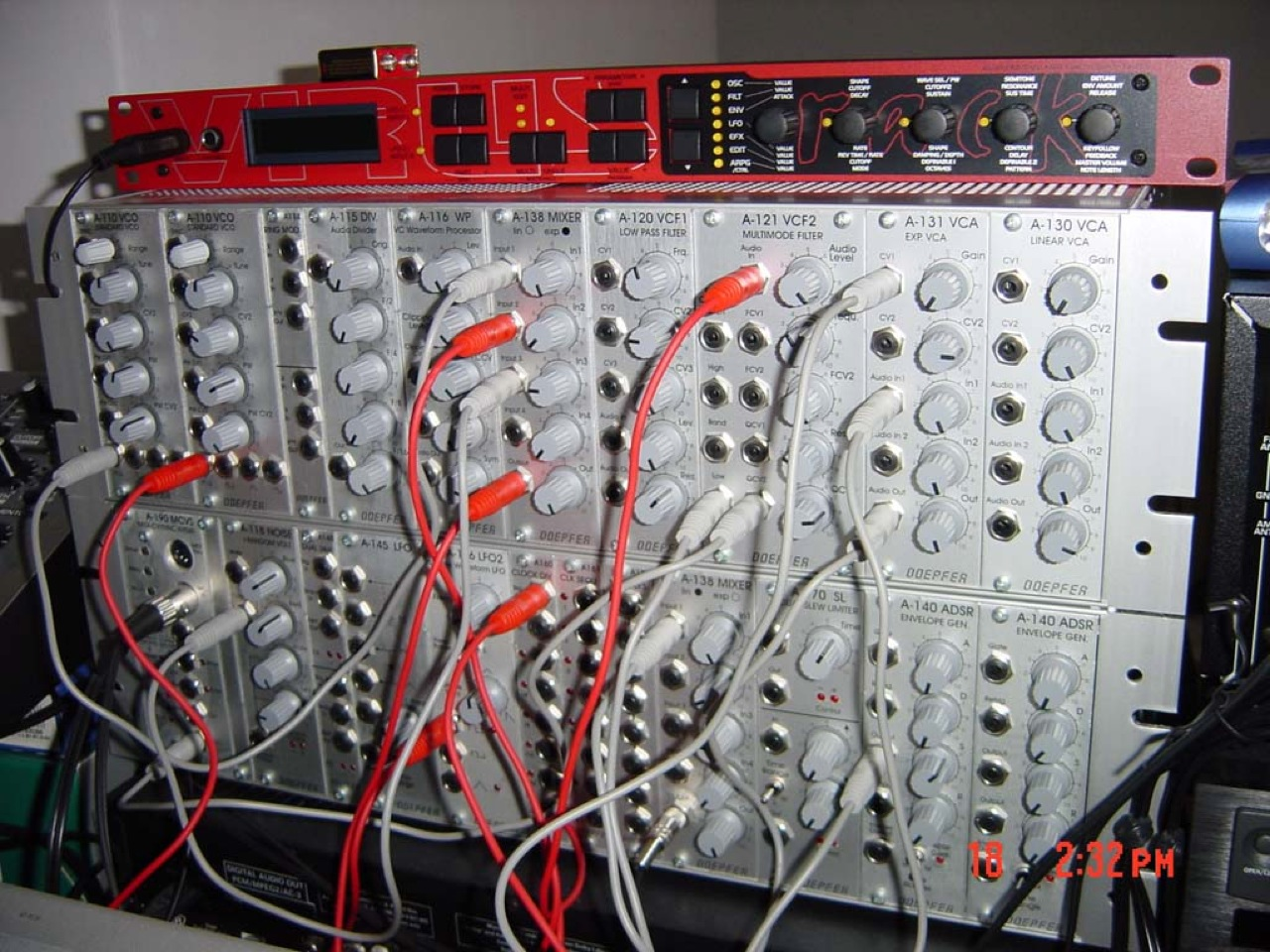
Een Doepfer A-100 uit 1995.

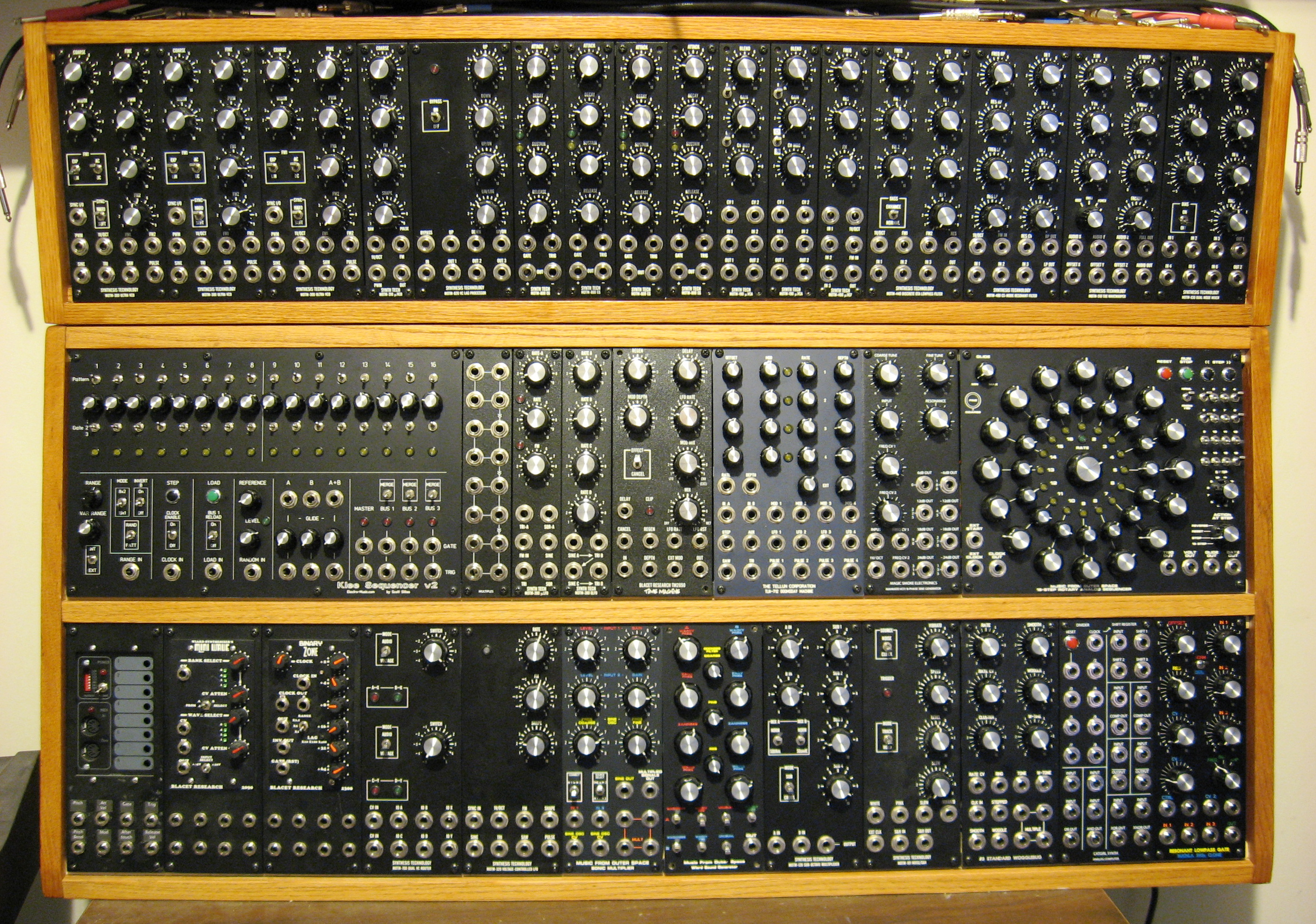
Een zelfgebouwde modulaire synthesizer.

Een modulaire synthesizer is een elektronisch muziekinstrument dat bestaat uit een groot aantal verschillende componenten (modules) die worden gebruikt als elementen voor het produceren van elektronische klanken.

## Historie
De eerste commerciële modulaire synthesizers werden ontwikkeld door zowel Moog en Buchla in 1963. Hun ontwerpen waren geïnspireerd door de uitvindingen van Hugh Le Caine, en zorgde voor een versnelde ontwikkeling van elektronische klankopwekking en muziek. Al snel volgden andere fabrikanten, zoals EMS (1969), ARP (1970) en Serge (1974).
Het Japanse bedrijf Roland bracht in 1975 de System 100 uit, een jaar later gevolgd door de System 700. Ook in de jaren 70 konden klanten via postorderbedrijven eenvoudige modulaire synthesizermodules bestellen.

## Bouw en techniek
Er zijn modules voor het genereren van geluid (zoals een VCO), modules voor geluidswijziging (zoals een VCF) en die voor besturing (zoals een ADSR-omhullende). Deze afzonderlijke modules zijn verbonden via kabels (patchkabels) of schakelaars, soms schuifregelaars en patchpanelen. Voor een bepaald aantal modules met in- en uitgangen is dus een verscheidenheid aan connectiviteit beschikbaar. Het eindsignaal wordt meestal uitgevoerd via een luidspreker of doorgegeven aan een opnameapparaat.
Een essentieel kenmerk van analoge modulaire synthesizers is de spanningsregeling van individuele parameters van een module. De stuurspanning (CV of control voltage) kan worden toegepast op de CV-ingang van de VCO, bijvoorbeeld gegenereerd door een keyboard of een sequencer, met een wijziging in de spanning die resulteert in een verandering in de gegenereerde frequentie. Andere essentiële parameters zijn de filterfrequentie van de VCF of de versterking van de VCA, die in conventionele patches gewoonlijk wordt geregeld door de ADSR (vaak aangeduid als EG of envelopegenerator).
Als industriestandaard heeft men het door Moog geïntroduceerde spanningsbereik van 0 tot 10 volt overgenomen. Bovendien werd een exponentiële karakteristiek van de stuurspanning gebruikt om de VCO en VCF aan te sturen, wat resulteert in een frequentieverdubbeling per volt.
Veel vroege synthesizermodules waren afgemeten in inches. Tegenwoordig wordt de U als eenheid gebruikt, en de 3U-formaten Frac Rack (Paia) en Eurorack (Doepfer).

## Modules

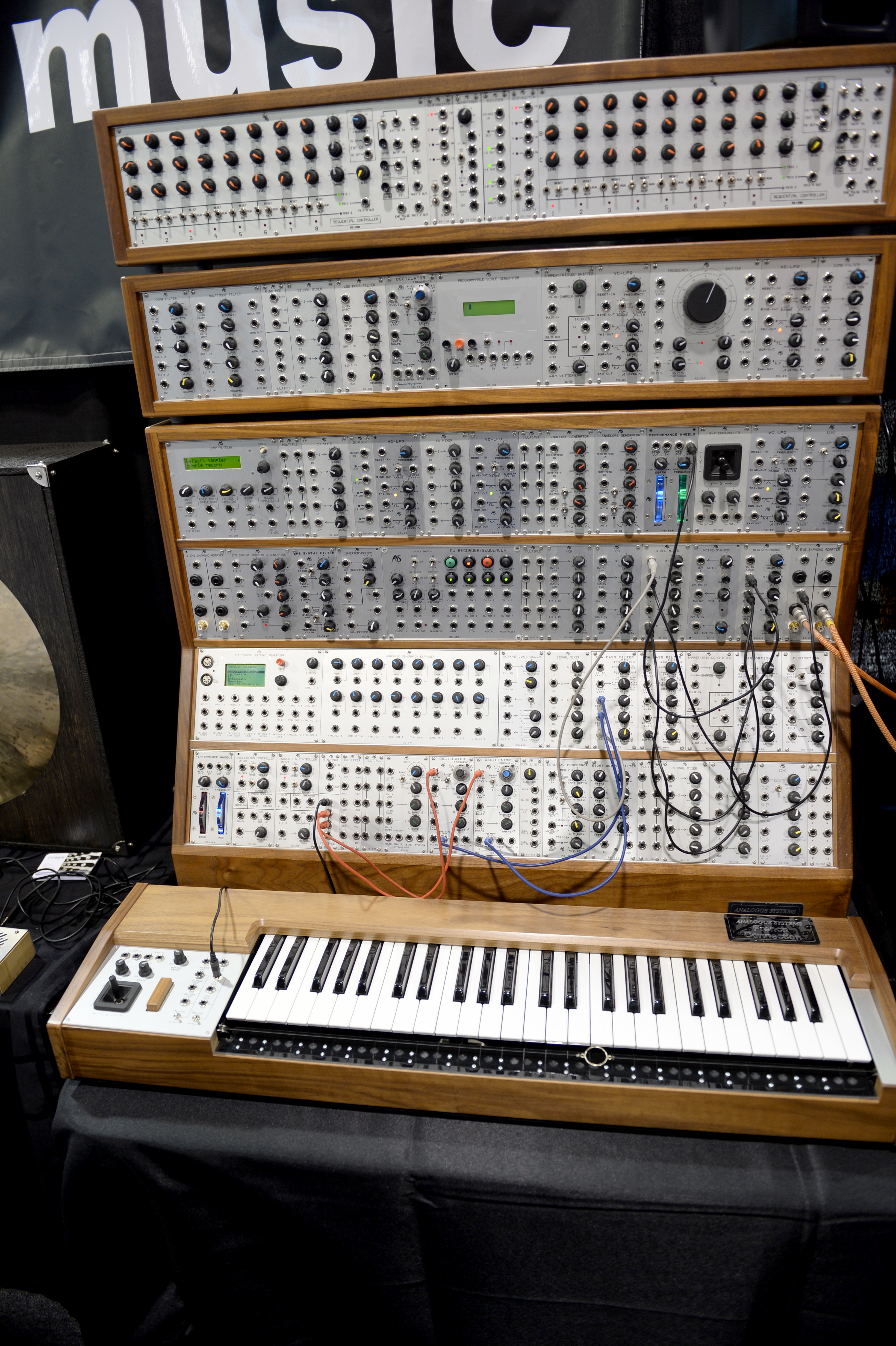
Een modulaire synthesizer van Analogue Systems.

De basiselementen van een modulaire synthesizer zijn onder andere:
- VCO, voltage controlled oscillator, of spanningsgestuurde oscillator
- VCA, voltage controlled amplifier, of spanningsgestuurde versterker
- VCF, voltage controlled filter, of spanningsgestuurde filter
- VCP, voltage controlled phaser, of spanningsgestuurde phaser
- LFO, low frequency oscillator, of laagfrequente oscillator
- ADSR, Attack, Decay, Sustain, Release, of een omhullende
- Sample and Hold, meet het voltage van een analoog signaal om dit voor een opgegeven tijdsduur aan te houden of verlengen
- Ruisgenerator
- Mixer
- Crossfader, om te wisselen tussen twee audiosignalen
- Sequencer, voor het genereren van een serie voorgeprogrammeerde noten
- Wave Folder, om een overstuurd signaal terug te brengen naar het nulpunt
- Modulatoren, voor amplitude, frequentie en pulsbreedte
- Frequentiedeler
- Wavetable
- Compressor, om het verschil tussen amplitudes te verkleinen

## Moderne fabrikanten
Er zijn verschillende modulaire synthesizers te koop die variëren van complete systemen tot bouwdozen voor hobbyisten. Enkele moderne fabrikanten zijn:
- Buchla Electronic Musical Instruments
- Doepfer Musikelektronik
- Monde Synthesizer
- Monome
- Moog Music
- Synthesis Technology
- PAiA Electronics
- Analogue Systems
- Sound Transform Systems
- Studio Electronics
- Synthesizers.com
- Synton Fenix